# La Chapelle-du-Châtelard
La Chapelle-du-Châtelard és un municipi francès situat al departament de l'Ain i a la regió d'Alvèrnia-Roine-Alps. L'any 2007 tenia 310 habitants.

## Demografia

### Població
El 2007 la població de fet de La Chapelle-du-Châtelard era de 310 persones. Hi havia 120 famílies de les quals 22 eren unipersonals (22 homes vivint sols), 54 parelles sense fills, 40 parelles amb fills i 4 famílies monoparentals amb fills.
La població ha evolucionat segons el següent gràfic:
Habitants censats

### Habitatges
El 2007 hi havia 153 habitatges, 128 eren l'habitatge principal de la família, 19 eren segones residències i 6 estaven desocupats. 145 eren cases i 8 eren apartaments. Dels 128 habitatges principals, 96 estaven ocupats pels seus propietaris, 29 estaven llogats i ocupats pels llogaters i 2 estaven cedits a títol gratuït; 2 tenien una cambra, 1 en tenia dues, 18 en tenien tres, 34 en tenien quatre i 73 en tenien cinc o més. 101 habitatges disposaven pel capbaix d'una plaça de pàrquing. A 53 habitatges hi havia un automòbil i a 70 n'hi havia dos o més.

### Piràmide de població
La piràmide de població per edats i sexe el 2009 era:
| Homes | Edats   | Dones |
| ----- | ------- | ----- |
| 0     | 95 o +  | 0     |
| 0     | 90 a 94 | 0     |
| 4     | 85 a 89 | 0     |
| 0     | 80 a 84 | 0     |
| 4     | 75 a 79 | 0     |
| 0     | 70 a 74 | 4     |
| 12    | 65 a 69 | 4     |
| 8     | 60 a 64 | 16    |
| 16    | 55 a 59 | 4     |
| 12    | 50 a 54 | 8     |
| 8     | 45 a 49 | 20    |
| 4     | 40 a 44 | 8     |
| 12    | 35 a 39 | 4     |
| 16    | 30 a 34 | 20    |
| 16    | 25 a 29 | 0     |
| 12    | 20 a 24 | 0     |
| 24    | 15 a 19 | 0     |
| 4     | 10 a 14 | 8     |
| 8     | 5 a 9   | 16    |
| 8     | 0 a 4   | 12    |

## Economia
El 2007 la població en edat de treballar era de 219 persones, 169 eren actives i 50 eren inactives. De les 169 persones actives 163 estaven ocupades (93 homes i 70 dones) i 6 estaven aturades (3 homes i 3 dones). De les 50 persones inactives 20 estaven jubilades, 15 estaven estudiant i 15 estaven classificades com a «altres inactius».

### Ingressos
El 2009 a La Chapelle-du-Châtelard hi havia 129 unitats fiscals que integraven 341 persones, la mediana anual d'ingressos fiscals per persona era de 17.687 €.

### Activitats econòmiques
Dels 12 establiments que hi havia el 2007, 1 era d'una empresa extractiva, 5 d'empreses de construcció, 1 d'una empresa de comerç i reparació d'automòbils, 3 d'empreses d'hostatgeria i restauració, 1 d'una empresa immobiliària i 1 d'una empresa de serveis.
Dels 3 establiments de servei als particulars que hi havia el 2009, 2 eren guixaires pintors i 1 restaurant.
L'únic establiment comercial que hi havia el 2009 era una carnisseria.
L'any 2000 a La Chapelle-du-Châtelard hi havia 17 explotacions agrícoles.

## Poblacions més properes
El següent diagrama mostra les poblacions més properes.